# レオポルド・マウントバッテン
レオポルド・マウントバッテン（英語: Lord Leopold Mountbatten, 1889年5月21日 - 1922年4月23日）は、ドイツの上級貴族バッテンベルク家の侯子で、イギリス王室の一員。
第1次世界大戦中の1917年、一族とともに正式にイギリスに帰化するまではレオポルド・オブ・バッテンバーグ（Prince Leopold of Battenberg）と名乗っていた。

## 生涯
バッテンベルク侯子ハインリヒ・モーリッツ（ヘンリー）と、その妻でイギリスのヴィクトリア女王の末娘であるベアトリス王女の間の第3子、次男として生まれた。全名はレオポルド・アーサー・ルイス（Leopold Arthur Louis）。父ヘンリーはヘッセン＝ダルムシュタット大公子アレクサンダーとユリア・ハウケ女伯爵との貴賤結婚で生まれた息子で、イギリス陸軍の士官となっていた。すぐ上の姉のヴィクトリア・ユージェニー（エナ）はスペイン王アルフォンソ13世の王妃となった。レオポルドは兄弟の中では唯一、母を通じてヴィクトリア女王から遺伝した血友病を抱えて生まれた（姉のエナは保因者だった）。
バッテンベルク家の成員としてバッテンベルク侯子（Prinz von Battenberg）の称号と「諸侯家の殿下（Durchlaucht/His Serene Highness）」の敬称を有したが、1886年に出されたヴィクトリア女王の勅許状により、レオポルドと兄弟はイギリス領内に限ってより上位の「（傍系の）王家の殿下」（Hoheit/His Highness）の敬称を許されていた。
第1次大戦中の1917年、従兄のイギリス王ジョージ5世は国民の反独感情を慮って王家の家名をウィンザー家に変更し、ドイツ王侯としての諸称号を放棄して、王室がイギリス国民であることを強調した。これに従い、イギリス王室の庇護下にあったバッテンベルク家の人々もドイツ国籍を捨ててイギリスに帰化することになった。1917年7月14日の国王勅許状により、レオポルドは侯子としての称号・敬称を放棄してサー・レオポルド・マウントバッテン（Sir Leopold Mountbatten）と名乗った。同年9月、レオポルドは国王勅許状により侯爵の（次男以下の）子息と同等の宮中席次を与えられ、レオポルド・マウントバッテン卿（Lord Leopold Mountbatten）と名乗った。
1912年にイギリス陸軍ライフル兵部隊（King's Royal Rifle Corps）所属の少尉となり、1914年に中尉とされた。その後、陸軍大尉に昇進している。1922年、臀部の手術中に死去した。遺骸はフロッグモアの王室墓地（Royal Burial Ground, Frogmore）に葬られた。